# Marcelo Faggi
Marcelo Faggi (Paraná, 13 de octubre de 1964) es un exrugbista argentino que se desempeñaba como medio scrum.

## Selección nacional
Durante la copa del Mundo de Nueva Zelanda 1987 el Club Estudiantes de Paraná se encontraba de gira por el país, aprovechando la ocasión de presenciar la participación del seleccionado nacional. En el partido de Argentina contra la Azzurri, por la segunda fecha de la fase de grupos, se lesionó el medio scrum titular Martín Yangüela y en su reemplazo Héctor Silva convocó a los Pumas al medio scrum entrerriano.

### Participaciones en Copas del Mundo
Argentina debía ganar el último partido de la fase de grupos ante los locales para avanzar a la fase final, tras caer derrotados por los Fliying Fijians y vencer a Italia. Finalmente Fabio Gómez fue el medio scrum en lugar de Faggi y los Pumas fueron eliminados al ser derrotados 46–15 por los All Blacks.
| Mundial                       | Sede          | Resultado      | PJ | Tries |
| ----------------------------- | ------------- | -------------- | -- | ----- |
| Copa Mundial de Rugby de 1987 | Nueva Zelanda | Fase de grupos | 0  | 0     |